# 沃納氏鰕鱂
沃納氏鰕鱂，為輻鰭魚綱鯉齒目鰕鱂亞目鰕鱂科的其中一種，為熱帶淡水魚，分布於亞洲斯里蘭卡淡水流域，為特有種，體長可達7公分，棲息在泥底質、陰暗的溪流底中層水域，以昆蟲、魚苗等為食，生活習性不明，可做為觀賞魚。

## 擴展閱讀
維基物種上的相關：沃納氏鰕鱂